# Meta (departement)
Meta is een departement van Colombia. De hoofdstad van het departement is de stad Villavicencio. Er wonen 783.168 mensen in het departement (2005). Een bekende rivier in het gebied is de Caño Cristales, bekend om zijn vele bijzondere kleuren.

## Bestuurlijke indeling

### Gemeenten
Er zijn 29 gemeenten in Meta. In onderstaande tabel staan de gemeenten opgesomd.
| Gemeente             | Inwoners |
| -------------------- | -------- |
| Acacías              | 54.753   |
| Barranca de Upía     | 3.232    |
| Cabuyaro             | 3.660    |
| Castilla la Nueva    | 7.258    |
| Cubarral             | 5.174    |
| Cumaral              | 16.634   |
| El Calvario          | 2.256    |
| El Castillo          | 5.571    |
| El Dorado            | 3.168    |
| Fuente de Oro        | 11.162   |
| Granada              | 50.837   |
| Guamal               | 24.052   |
| La Macarena          | 25.079   |
| Lejanías             | 9.091    |
| Mapiripán            | 866      |
| Mesetas              | 4.677    |
| Puerto Concordia     | 8.451    |
| Puerto Gaitán        | 15.475   |
| Puerto Lleras        | 10.582   |
| Puerto López         | 28.922   |
| Puerto Rico          | 7.205    |
| Restrepo             | 10.112   |
| San Carlos de Guaroa | 6.909    |
| San Juan de Arama    | 7.020    |
| San Juanito          | 1.879    |
| San Martín           | 21.511   |
| Uribe                | 8.180    |
| Villavicencio        | 356.464  |
| Vista Hermosa        | 11.810   |

| Detailkaart |
| ----------- |
|             |
| Gemeenten   |
|             |
| Regio's     |

### Regio's
De gemeenten zijn gegroepeerd per regio. Er zijn vier regio's, die er vooral zijn om de gemeenten en het departement te ondersteunen; zelf hebben ze weinig bevoegdheden.
De regio's zijn:
- Ariari: omvat de gemeenten El Castillo, El Dorado, Fuente de Oro, Granada, La Macarena, La Uribe, Lejanías, Mapiripan, Mesetas, Puerto Concordia, Puerto Lleras, Puerto Rico, San Juan de Arama en Vista Hermosa.
- Capital: omvat enkel de hoofdstad Villavicencio.
- Piedemonte: omvat de gemeenten Acacias, Barranca de Upia, Castilla La Nueva, Cubarral (San Luis de Cubarral), Cumaral, El Calvario, Guamal, Restrepo, San Carlos de Guaroa, San Juanito en San Martín.
- Río Meta: omvat de gemeenten Cabuyaro, Puerto Gaitán en Puerto López.